# Huáscar
Huascar (Villaggio di Huascar, 1490 circa – Andamarca, 1533) è stato un imperatore, o Qhapaq, inca.

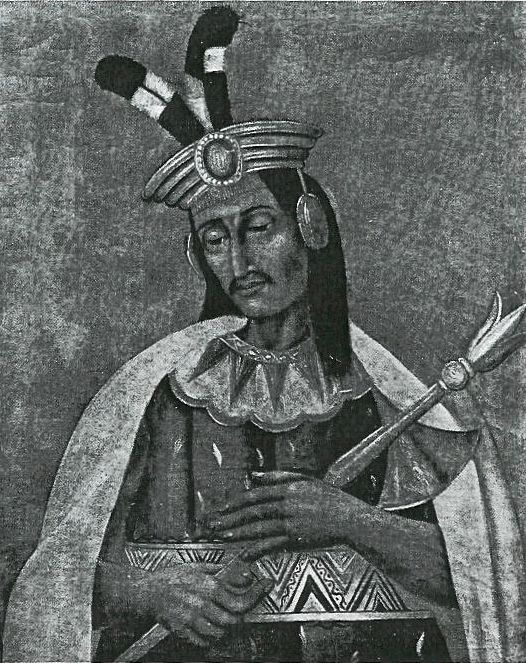
Ritratto di Huascar

Era figlio di Huayna Cápac e della di lui sorella e moglie principale Rahua Ocllo,  solo che il matrimonio ufficiale tra i suoi augusti genitori era avvenuto ben dopo la sua nascita, e quindi non poteva vantare una condizione di legittimità assoluta alla successione.
Il suo vero nome era Titu Cusi Huallpa, quello di Huascar deriverebbe dal luogo della sua nascita, appunto il villaggio di Huascar. Secondo un'altra versione il suo nome si richiamerebbe alla parola huasca, fune o catena e risalirebbe ad una catena d'oro che Huayna Capac avrebbe fatto costruire alla sua nascita e che sarebbe stata sollevata in suo onore, visto il suo peso, da non meno di 150 orejones del Cuzco durante una celebrazione.
Va da sé che i conquistadores preferirono questa seconda versione e spesero diversi anni a cercare inutilmente la mitica catena.

## Ostilità con Atahualpa
Huascar alla morte di Huayna Cápac, il suo augusto genitore, venne insignito della carica di Inca supremo dell'impero, ma si vide contestare la dignità regale dal fratellastro Atahualpa che si era appropriato del territorio di Quito.
Secondo gli storici dell'epoca, estimatori di Atahualpa, primo tra tutti Juan de Betanzos, seguito da Joan Santacruz Pachacuti, Huascar, già in questa fase del suo regno, era inviso al suo popolo in quanto dedito all'ubriachezza e al dispotismo, mentre Atahualpa era idolatrato dai soldati del Nord e dalle genti di Quito. Garcilaso Inca de la Vega, che primeggia tra i sostenitori di Huascar, ci riferisce invece che questo principe era particolarmente amato dai suoi sudditi e che invece il suo rivale Atahualpa, fin dalla morte di Huayna Cápac, cospirò abilmente per impadronirsi del regno.
Probabilmente non sapremo mai la reale portata degli avvenimenti che precedettero le ostilità tra le due fazioni, ma, esaminando attentamente le notizie che ci vengono tramandate, possiamo comunque ricostruire con una certa attendibilità il susseguirsi degli eventi.
Tra i domini conferiti ad Atahualpa rientrava il territorio dei Cañari, da lungo tempo assoggettato alla signoria del Cuzco, ma il cui capo o curaca aveva mantenuto il controllo del suo popolo che amministrava per conto degli Incas. Costui, Ocllo Calla, formalmente soggetto ad Atahualpa, manteneva rapporti più o meno segreti con Huascar e cercava di ingraziarsi il signore del Cuzco fornendo notizie tendenziose e compromettenti sul conto di Atahualpa. Così, per esempio, in occasione della costruzione dei nuovi palazzi di Tumibamba, si affrettò a comunicare che Atahualpa aveva edificato una reggia per il fratello al solo scopo di innalzare per sé una dimora ben più ricca e sontuosa. Parimenti segnalò che Atahualpa, in luogo di fregiarsi del titolo di governatore, faceva mostra dell'appellativo di Sapa Inca e che si era impadronito di tutte le insegne del potere di proprietà del defunto Huayna Capac. Queste notizie, se non del tutto false almeno sicuramente esagerate, trovavano un terreno fertile presso Huascar già mal disposto verso il fratello e preoccupato della evidente limitazione della propria sovranità.
Non tutti al Cuzco condividevano l'animosità dell'Inca supremo verso le genti del Nord e soprattutto le potenti famiglie della fazione di Hanan Cuzco cercarono di impedire l'aprirsi di una pericolosa controversia. Proprio questo atteggiamento spinse però Huascar nelle braccia della fratria di Hurin Cuzco che invece caldeggiava il recupero della sovranità su Quito anche a costo di una guerra. Tra i più accaniti sostenitori di questa politica figuravano i parenti della madre di Huascar appartenenti appunto ad Hurin Cuzco e con essi si schierò infine l'intera panaca di Rahua Ocllo, ovvero la famiglia dell'Inca Túpac Yupanqui.

## Guerra civile

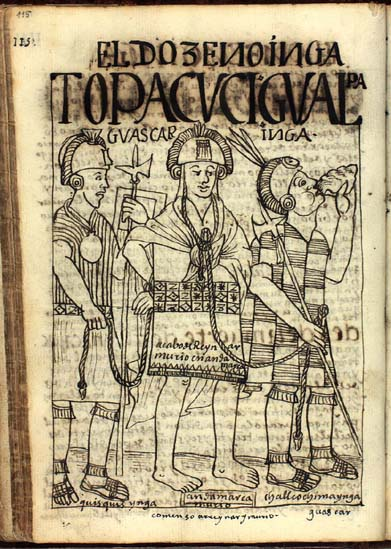
Immagine di Huascar prigioniero secondo Guaman Poma di Ayala

Alcune discutibili iniziative assunte da Huascar nei confronti degli emissari inviatogli dal fratello, che secondo alcuni furono addirittura uccisi, fornirono l'occasione per scatenare una guerra fratricida tra i due pretendenti al trono.
Inizialmente le armate del Cuzco ottennero degli importanti successi, ma ben presto le forze di Atahualpa, comandate da due valenti generali, Quizquiz e Chalcochima, presero il sopravvento.  La guerra, iniziata nel territorio di Quito, si spostò infine di fronte alla capitale assediata, nei cui pressi si svolse l'ultima battaglia.
Nuovamente sconfitto Huascar fu preso prigioniero mentre i suoi seguaci venivano sterminati dai due vendicativi generali. Lo stesso sovrano dovette patire oltraggi ignominosi e vide le sue mogli e i suoi figli trucidati dinnanzi ai suoi occhi.
Frattanto gli Spagnoli erano entrati nell'impero e a Cajamarca avevano catturato l'incauto Atahualpa che si era recato, disarmato, ad incontrarli.
I due fratelli si trovarono così entrambi prigionieri, uno delle genti di Quito e l'altro degli Spagnoli attestati più a Nord.
Questa per Huascar fu l'ultima occasione per salvarsi la vita. Il sovrano, pur nelle mani degli eserciti di Quizquiz, riuscì, sembra, a far pervenire favolose offerte di riscatto ai nuovi padroni del paese, ma le sue iniziative non sfuggirono all'accorto Atahualpa che, seppure in ceppi, seguiva, tramite fidati collaboratori, le mosse del rivale.
Accortosi del pericolo Atahualpa fece pervenire ai suoi generali l'ordine di sopprimere Huascar, sebbene Francisco Pizarro, il suo vincitore, gli avesse ordinato di farlo condurre presso di sé.
Non ci sono noti i particolari dell'eccidio, anzi, per la verità, ne possediamo troppi perché quasi tutti i cronisti presentano racconti differenti in alcuni o in tutti i dettagli.
Sappiamo con certezza che lo sventurato sovrano trovò la morte presso il fiume Andamarca che scorre a lato dell'omonima città, forse affogato o, più probabilmente, strangolato. Con lui trovarono la morte tutti i suoi congiunti, i fratelli Huanca Auqui, Tito Atauchi e Topa Atau, la madre Rahua Ocllo, la sua sposa Chiqui Huipa e un suo figlioletto superstite.
Parimenti furono uccisi il grande sacerdote Chalco Yupanqui e tutti i principali capitani del Cuzco ancora viventi che lo avevano seguito nella prigionia. Per sommo spregio il suo cadavere non fu sepolto e venne gettato nelle acque vorticose. Un'ingiuria questa di spaventevole conseguenza per un Inca che credeva nella sopravvivenza ultraterrena, a patto che il suo corpo fosse conservato intatto.

## Giudizio su Huascar

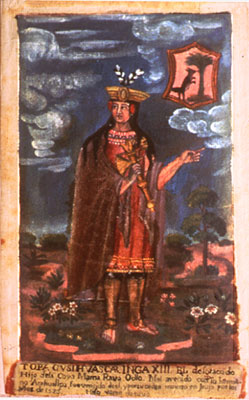

Non è agevole riassumere in un breve profilo la figura di Huascar.
La sua persona è stata oggetto di resoconti e giudizi da parte di quasi tutti gli historiadores dell'epoca, con risultati, la più parte delle volte, opposti e contraddittori.
A seconda che questi, spesso improvvisati, storici avessero attinto a fonti favorevoli o contrarie all'ultimo signore del Cuzco, le loro cronache hanno assunto un profilo diametralmente opposto.
Così Huascar viene dipinto, di volta in volta, come un mite sovrano amato dal suo popolo e incapace di opporsi, per la sua gentile natura, all'intraprendente signore di Quito oppure come un despota privo del senso dello Stato e dedito solo a trasgressioni e vizi che gli avevano alienato la fedeltà dei suoi sudditi.
Come spesso accade, la verità sta, probabilmente, nel mezzo.
Huascar non aveva la statura di Atahualpa, non godeva della sua fredda determinazione, ma neppure possedeva tutte le qualità negative che i suoi detrattori gli hanno gratuitamente attribuito. La conduzione di un impero vasto come quello incaico comportava, in ogni tempo, il possesso di doti notevoli e ancor più ne necessitava alla morte di Huayna Capac. La ingombrante presenza di Atahualpa e, maggiormente, quella dei suoi eserciti, incombeva minacciosamente sul Cuzco e la questione andava regolata. Si trattava in effetti della natura stessa della sovranità del regno e, fosse quel che fosse, la politica del Cuzco non poteva accettare una diminuzione della propria immagine con i conseguenti pericoli di una tendenza centrifuga che avrebbe potuto minare la stabilità stessa dell'impero.
Il difetto di Huascar non consistette tanto nell'aver preteso la fine dell'autonomia del regno di Quito, quanto nell'aver sottovalutato l'avversario. In effetti le truppe di Cuzco intrapresero una campagna di conquista con forze limitate, convinte nella propria superiorità e neppure i rovesci a cui furono sottoposte modificarono la loro presunzione. La conduzione della guerra fu certamente carente e l'impero non fu mobilitato, nella sua interezza, che quando era troppo tardi, cioè alla vigilia della battaglia finale, dinanzi alle mura della capitale, per l'ultimo confronto decisivo.
Huascar inoltre assunse, nella sfera più propriamente politica, degli atteggiamenti rivoluzionari che non potevano che alienargli le simpatie dell'élite degli Incas. Così attaccò le prerogative che le varie casate esercitavano attraverso il culto degli antenati, interrompendo o almeno limitando le risorse a cui attingevano e sovvertì la supremazia degli Hanan Cuzco a favore degli Hurin Cuzco a cui dichiarò di appartenere in ossequio alla sua parentela materna.
Ciò malgrado Huascar conservò fino all'ultimo la fedeltà dei suoi sudditi che gli dimostrarono la propria dedizione, anche dopo la sua morte, combattendo animosamente, a fianco degli Spagnoli, contro le truppe di Quizquiz. Questo ci induce a pensare che, malgrado tutto, l'ultimo signore del Cuzco meritasse l'affetto del suo popolo.
Resta peraltro da valutare quanto influì, in questa ultima scelta di campo, l'odio che le genti del Cuzco portavano verso le armate di Quito, considerate barbare e invasori, a prescindere dalle divergenze tra Huascar ed Atahualpa.

### Testimoni oculari della Conquista
- Ruiz de Arce (Juan) Advertencia ... a los sucesores (1543) In COLL. AUSTRAL Madrid 1964
- Estete (Miguel de) 
  - Relación del viaje ... desde el pueblo de Caxmalca a Pachacamac. (1533) In Ramusio EINAUDI, Torino 1988
  - Noticia del Peru  (1540) In COL. LIBR. DOC. HIST. PERU (2ª serie tomo 8°, Lima 1920)
- Jerez (Francisco de) Verdadera relación de la conquista del Peru (1534) In Ramusio EINAUDI, Torino 1988
- Mena (Cristobal de) Conquista y población del Peru (1534) In Ramusio EINAUDI, Torino 1988
- Pizarro(Hernando) Carta de Hernando Pizarro (1533) In COLL. AUSTRAL Madrid 1964
- Pizarro (Pedro)  Relación del descubrimiento y conquista de los Reynos del peru. (1571) In BIBL. AUT. ESP. (tomo CLVIII, Madrid 1968)
- Sancho de la Hoz (Pedro) Relatione di quel che nel conquisto & pacificatione di queste provincie & successo ... & la prigione del cacique Atabalipa.  (1534) In Ramusio EINAUDI, Torino 1988
- Titu Cusi Yupanqui Relación de la conquista del Peru y echos del Inca Manco II  (1570) In ATLAS,  Madrid 1988
- Trujillo (Diego de) Relación del descubrimiento del Reino del Peru (1571) in COLL. AUSTRAL Madrid 1964

### Altri autori spagnoli dell'epoca
- Betanzos (Juan de) Suma y narración de los Incas (1551) In ATLAS Madrid 1987
- Cabello Balboa (Miguel) Miscélanea antartica. Historia del Perù bajo la dominación de los Incas (1576 -1586) In COL. LIBR. DOC. HIST. PERU (2ª serie tomo II Lima 1920)
- Cieza de Leon (Pedro de) Segunda parte de la crónica del Peru (1551) In COL. CRONICA DE AMERICA (Dastin V. 6°. Madrid 2000)
- Cobo (Bernabé) Historia del Nuevo Mundo (1653) In BIBL. AUT. ESP. Tomi XCI, XCII, Madrid 1956
- Garcilaso (Inca de la Vega) 
  - Commentarios reales (1609) Rusconi, Milano 1977
  - La conquista del Peru (1617) BUR, Milano 2001
- Gomara (Francisco Lopez de) Historia general de las Indias (1552) In BIBL. AUT. ESP. (tomo LXII, Madrid 1946)
- Herrera y Tordesillas (Antonio de) Historia general ... (1601 - 1615) In COL. Classicos Tavera (su CD)
- INFORMACIONES	Declaración de los quipocamayos In COL. LIBR. DOC. HIST. PERU (2ª serie, tomo III, Lima 1921)
- INFORMACIONES	Relación del origen e gobierno que los Ingas tuvieron	 In COL. LIBR. DOC. HIST. PERU (2ª serie, tomo III, Lima 1921)
- INFORMACIONES	Informaciones acerca del señorio y gobierno de los Ingas In COL. LIBR. DOC. HIST. PERU (2ª serie, tomo III, Lima 1921)
- Murúa (Fray Martin de) Historia general del Peru (1613) In COLL. CRONICA DE AMERICA Dastin V. 20°. Madrid 2001)
- Poma de Ayala (Felipe Guaman)	Nueva coronica y buen gobierno (1584 - 1614) In COL. CRONICA DE AMERICA (Historia 16.  V. 29°, 29b, 29c. Madrid 1987)
- Santa Cruz Pachacuti (Yamqui Salcamaygua) Relación de anteguedades de este reino del Peru (1613) In BIBL. AUT. ESP. (tomo CCIX, Madrid 1968)
- Sarmiento de Gamboa (Pedro) Segunda parte de la historia general llamada indica (1572)  In BIBL. AUT. ESP. (tomo CXXXV, Madrid 1960)
- Zárate (Agustín de) Historia del descubrimiento y conquista de la provincia del Peru  (1555) In BIBL. AUT. ESP. (tomo XXVI, Madrid 1947)

### Opere moderne
- W. Espinosa Soriano Los Incas	Lima 1997
- L. Guzman Palomino Los Incas  - Hurin contra Hanan Lima 1977
- Franklin Pease G.Y. Los Incas	Lima 2003
- Liliana Regalado de Hurtado Sucesion incaica Lima 1996
- Maria Rostworowski Historia del Tahuantinsuyo Lima 1999
- Marius S. Ziolkowski La guerra de los Wawqui Quito 1996
- R.T. Zuidema Etnologia e storia. Cuzco e le strutture dell'impero inca. Torino 1971